# Placido Campolo
Placido Campolo (1693-1743) var en italiensk maler i den sene barok født i Messina på Sicilien. I Rom studerede han hos maleren Sebastiano Conca; i 1731 vendte han tilbage til Messina for at male Galleria del Senato. Han døde af pest i 1743. 